# Saison 1 de The Good Place
Chronologie
Saison 2
Cet article présente le guide des épisodes de la première saison de la série télévisée américaine The Good Place.

## Généralités
- Aux États-Unis, la saison a été diffusée du 19 septembre 2016 au 19 janvier 2017 sur le réseau NBC.
- Au Canada, la saison a été diffusée en simultanée sur le réseau Global[1].
- La saison a été diffusée intégralement le 21 septembre 2017 sur Netflix dans tous les pays francophones, à l'exception du Québec.

## Distribution

### Acteurs principaux
- Kristen Bell (VF : Laura Préjean) : Eleanor Shellstrop
- Ted Danson (VF : Jean-Louis Faure) : Michael
- Jameela Jamil (VF : Charlotte Marin) : Tahani Al-Jamil
- William Jackson Harper (VF : Jean-Baptiste Anoumon) : Chidi Anagonye
- Manny Jacinto (VF : Antoine Schoumsky) : Jason Mendoza / Jianyu Li
- D'Arcy Carden (VF : Armelle Gallaud) : Janet Della-Denunzio

### Acteurs récurrents
- Adam Scott (VF : Alexandre Gillet) : Trevor
- Tiya Sircar (VF : Capucine Lespinas) : La vraie Eleanor Shellstrop
- Marc Evan Jackson (VF : Renaud Marx) : Shawn
- Steve Berg (VF : Frédéric Popovic) : Gunnar
- Josh Siegal (VF : Laurent Morteau) : Glenn

### Invités
- Meryl Hathaway (VF : Edwige Lemoine) : Brittany
- Monnae Michaell (VF : Virginie Émane) : Nina
- Seth Morris (VF : Vincent Violette) : Wallace
- John Hartmann (VF : Michel Laroussi) : Bart
- Eugene Cordero (VF : Frédéric Popovic) : Pillboi
- Maribeth Monroe (VF : Véronique Alycia) : Mindy St. Claire
- Rebecca Hazlewood : Kamilah Al-Jamil

Adaptation française : Marie Causse, Alexa Donda, Valérie Marchand

## Épisodes

### Chapitre 1:Tout va bien
- États-Unis /  Canada : 19 septembre 2016 sur NBC[2] / Global[3]
- Belgique,  France,  Suisse : 21 septembre 2017 sur Netflix

- États-Unis : 8,04 millions de téléspectateurs[4] (première diffusion)

### Chapitre 2:Je voulais voler
- États-Unis /  Canada : 19 septembre 2016 sur NBC / Global
- Belgique,  France,  Suisse : 21 septembre 2017 sur Netflix

- États-Unis : 8,04 millions de téléspectateurs[4] (première diffusion)

### Chapitre 3:Tahani Al-Jamil
- États-Unis /  Canada : 22 septembre 2016 sur NBC / Global
- Belgique,  France,  Suisse : 21 septembre 2017 sur Netflix

- États-Unis : 5,25 millions de téléspectateurs[5] (première diffusion)

### Chapitre 4:Jason Mendoza
- États-Unis /  Canada : 29 septembre 2016 sur NBC / Global
- Belgique,  France,  Suisse : 21 septembre 2017 sur Netflix

- États-Unis : 4,45 millions de téléspectateurs[6] (première diffusion)

### Chapitre 5:Alerte catastrophe apocalyptique de niveau 55
- États-Unis /  Canada : 6 octobre 2016 sur NBC / Global
- Belgique,  France,  Suisse : 21 septembre 2017 sur Netflix

- États-Unis : 4,97 millions de téléspectateurs[7] (première diffusion)

### Chapitre 6:Ce que nous devons à l'autre
- États-Unis /  Canada : 13 octobre 2016 sur NBC / Global
- Belgique,  France,  Suisse : 21 septembre 2017 sur Netflix

- États-Unis : 4,23 millions de téléspectateurs[8] (première diffusion)

### Chapitre 7:La Douleur éternelle
- États-Unis /  Canada : 20 octobre 2016 sur NBC / Global
- Belgique,  France,  Suisse : 21 septembre 2017 sur Netflix

- États-Unis : 3,79 millions de téléspectateurs[9] (première diffusion)

### Chapitre 8:Meilleur élève du mois
- États-Unis /  Canada : 27 octobre 2016 sur NBC / Global
- Belgique,  France,  Suisse : 21 septembre 2017 sur Netflix

- États-Unis : 3,89 millions de téléspectateurs[10] (première diffusion)

### Chapitre 9:Un membre comme moi
- États-Unis /  Canada : 3 novembre 2016 sur NBC[11] / Global
- Belgique,  France,  Suisse : 21 septembre 2017 sur Netflix

- États-Unis : 3,68 millions de téléspectateurs[12] (première diffusion)

### Chapitre 10:Le Choix de Chidi
- États-Unis /  Canada : 5 janvier 2017 sur NBC / Global
- Belgique,  France,  Suisse : 21 septembre 2017 sur Netflix

- États-Unis : 3,53 millions de téléspectateurs[13] (première diffusion)

### Chapitre 11:Ma motivation
- États-Unis /  Canada : 12 janvier 2017 sur NBC / Global
- Belgique,  France,  Suisse : 21 septembre 2017 sur Netflix

- États-Unis : 3,64 millions de téléspectateurs[14] (première diffusion)

### Chapitre 12:Mindy St. Claire
- États-Unis /  Canada : 19 janvier 2017 sur NBC / Global
- Belgique,  France,  Suisse : 21 septembre 2017 sur Netflix

- États-Unis : 3,93 millions de téléspectateurs[15] (première diffusion)

### Chapitre 13:Le Pari de Michael
- États-Unis /  Canada : 19 janvier 2017 sur NBC / Global
- Belgique,  France,  Suisse : 21 septembre 2017 sur Netflix

- États-Unis : 3,93 millions de téléspectateurs[15] (première diffusion)